# Ганс Голляйн
Ганс Голляйн (нім. Hans Hollein; 30 березня 1934, Відень — 24 квітня 2014, там само) — австрійський архітектор і дизайнер.

## Біографія
Закінчив віденську Академію образотворчих мистецтв, відвідував заняття в Іллінойському технологічному інституті та Каліфорнійському університеті. Пропрацювавши кілька років в США, Швеції та інших країнах, Голляйн повернувся на батьківщину і в 1964 році заснував своє архітектурне бюро. Крім того, він займався викладанням в Сент-Луїсі, Дюссельдорфі та Відні, пробував себе як дизайнер, театральний художник й організатора виставок.
У 1960-ті Голляйн приєднався до групи архітекторів-новаторів, найвідомішим з яких був Фріденсрайх Гундертвассер. Художники були проти панівного в післявоєнній архітектурі функціоналізму, випускали маніфести на захист «чуттєвої краси стихій», робили проєкти, які утопічно розмістилися на лоні незайманої природи поселень. Одночасно Голляйна цікавили виживання в екстремальних умовах, моделювання тимчасового житла, дизайн дрібних виробів, які повинні були скластися в колаж світу майбутнього.
Одним з перших замовлень для Голляйна став свічковий магазин Ретті. Крихітне приміщення, оформлене за допомогою алюмінію і дзеркал, стало найменшим архітектурним витвором, нагородженим американською премією Рейнольдса. Після цього він спроєктував ще кілька крамниць і бутиків.
Голляйн брав участь в проєктуванні Олімпійського містечка для Ігор у Мюнхені. Він подбав не лише про прокладені вздовж вулиць яскраві труби, а й про екрани проєкторів, підігрів підлог, подачу свіжого повітря. Відзначався разючий контраст між архітектурою містечка, що символізувала комунікацію між людьми, і трагічними подіями, що сталися в ній.
Залишаючись вірним постмодернізму, Голляйн називав архітектуру «контролем температури тіла», «захисним кожухом» і «кондиціонуванням психологічного стану».

## Відомі праці

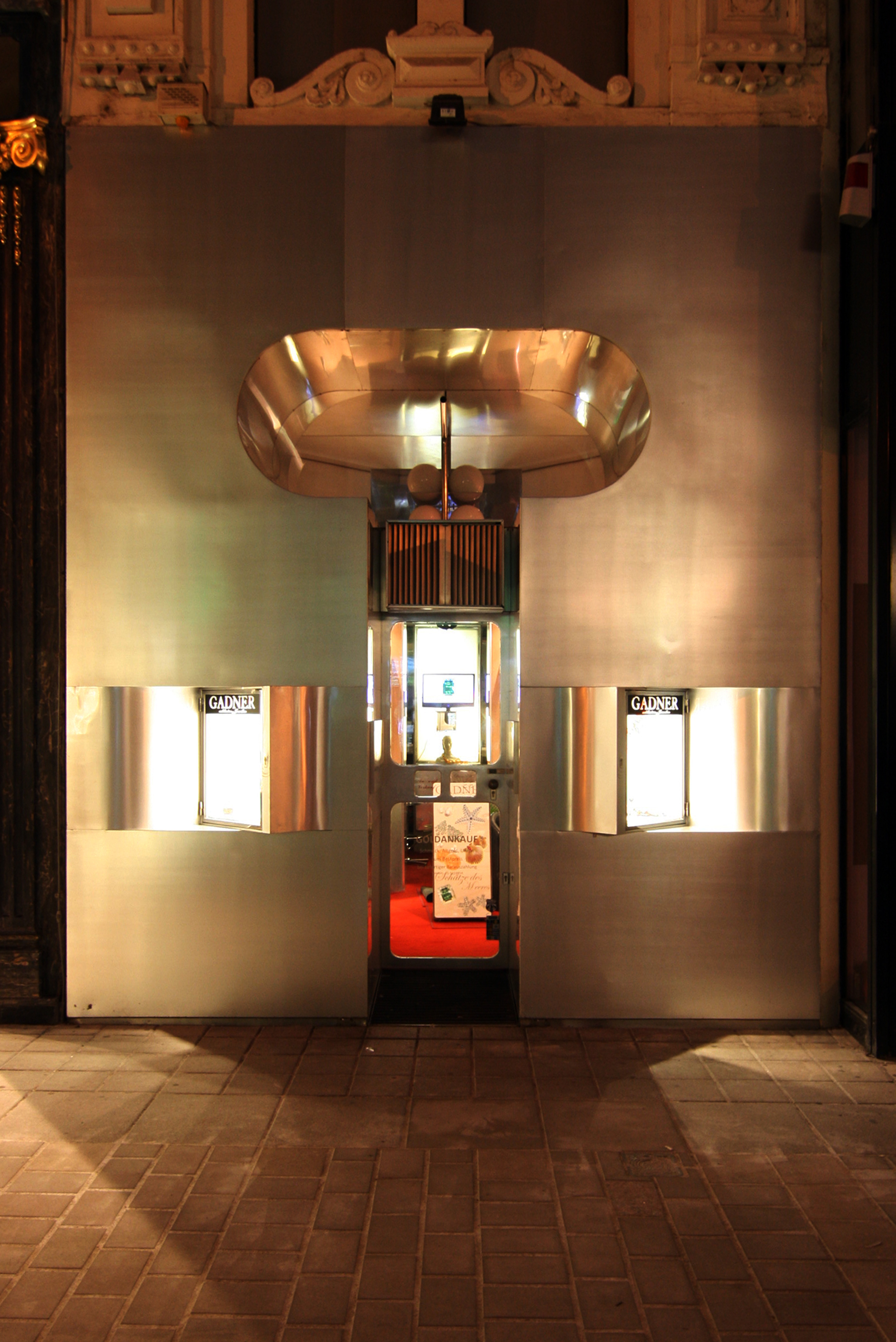
Свічкова крамниця Ретті (Відень, 1965)
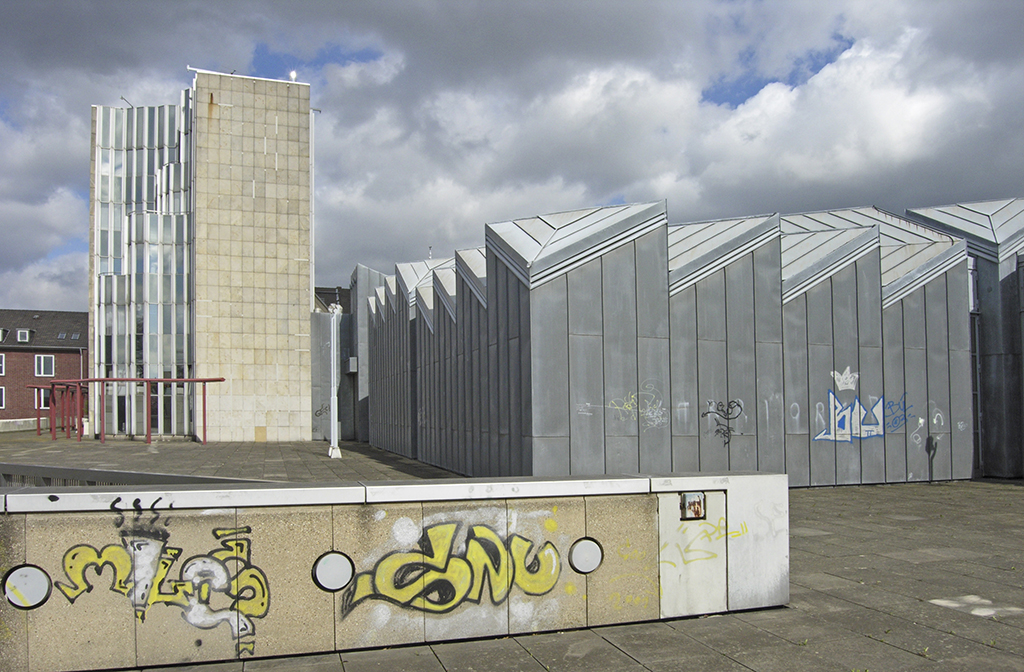
Музей Абтайберг (Менхенгладбах, 1972—1982)
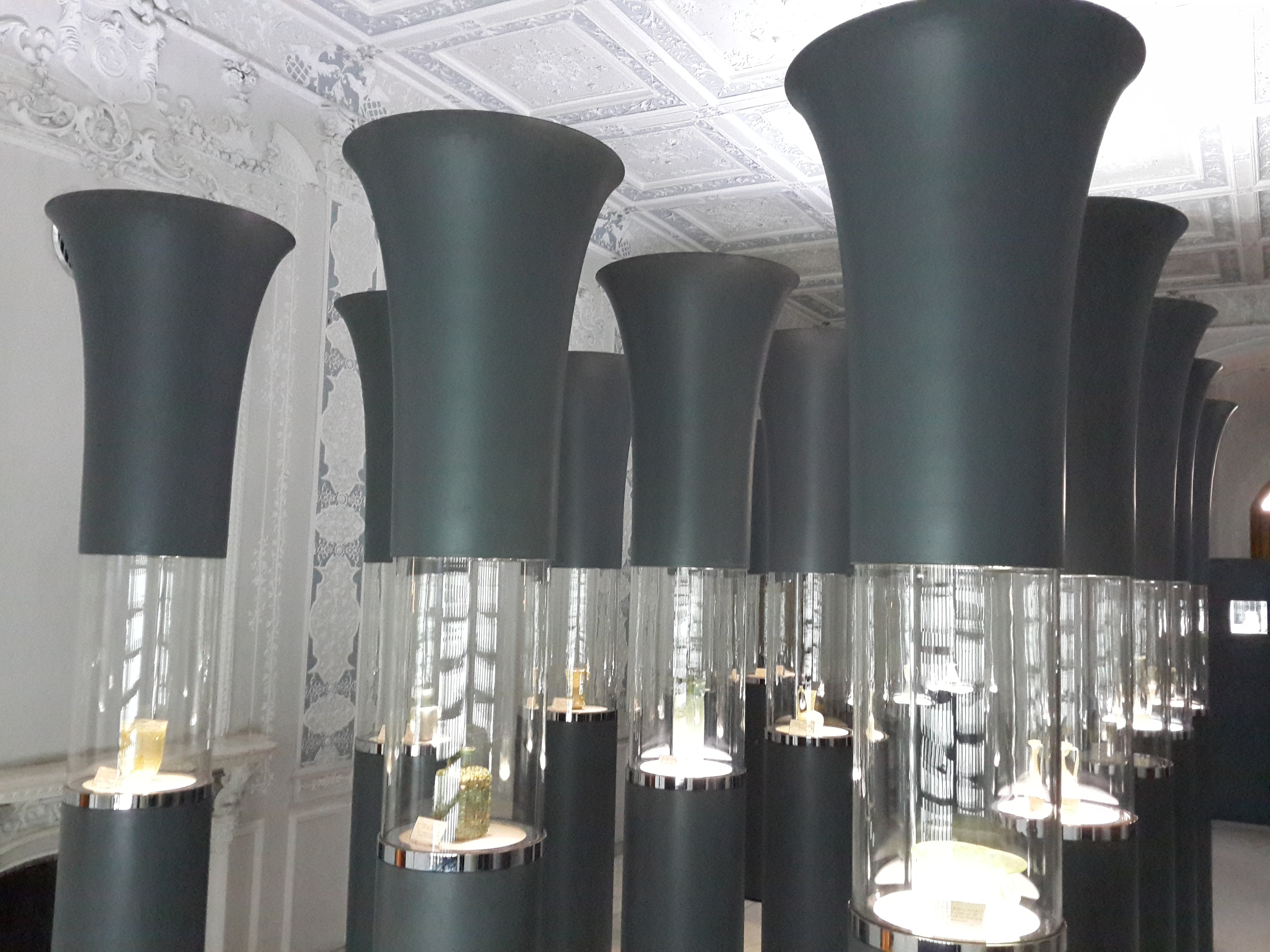
Інтер'єр музею скла і кераміки (Тегеран, 1978)
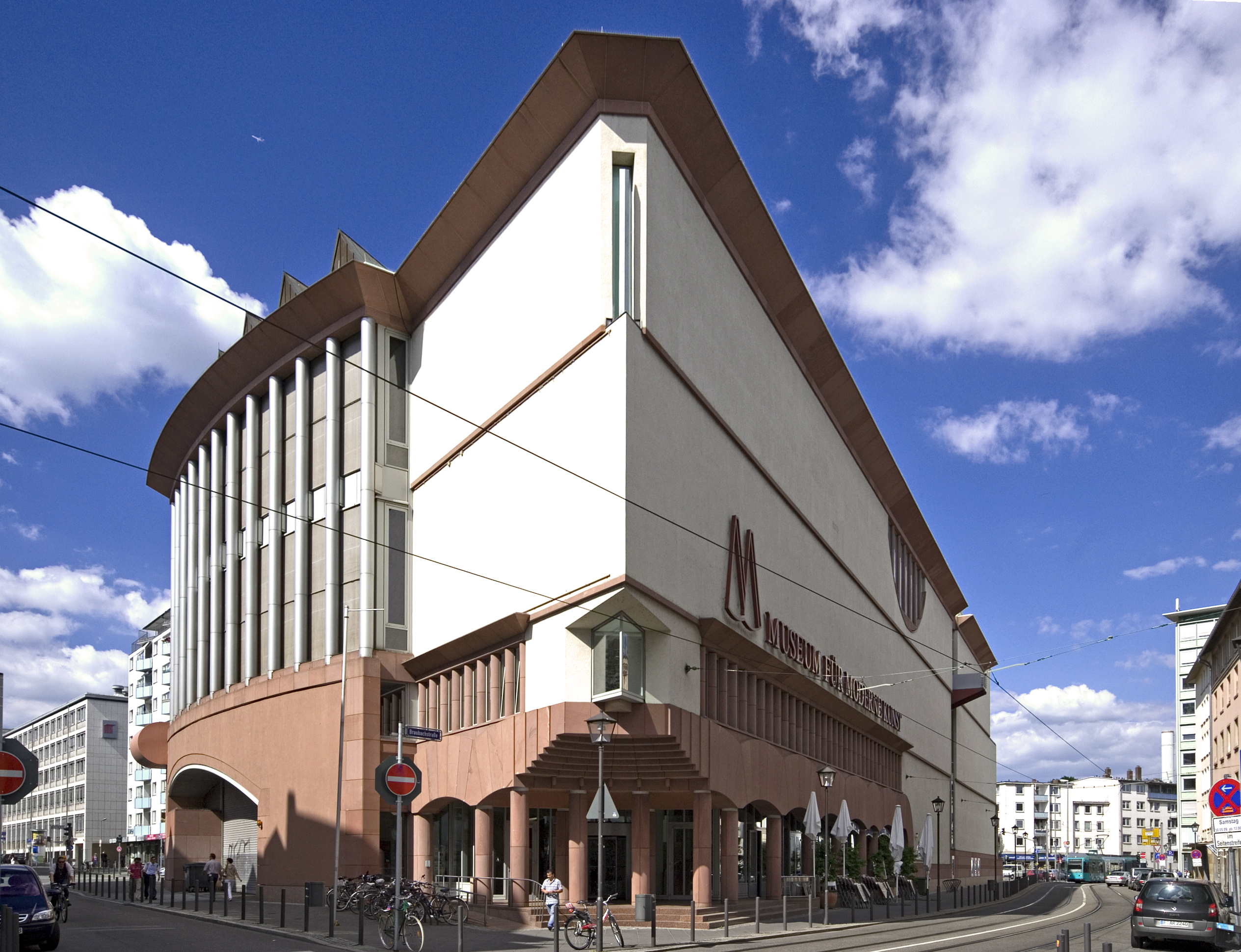
Музей сучасного мистецтва (Франкфурт-на-Майні, 1987—1991)
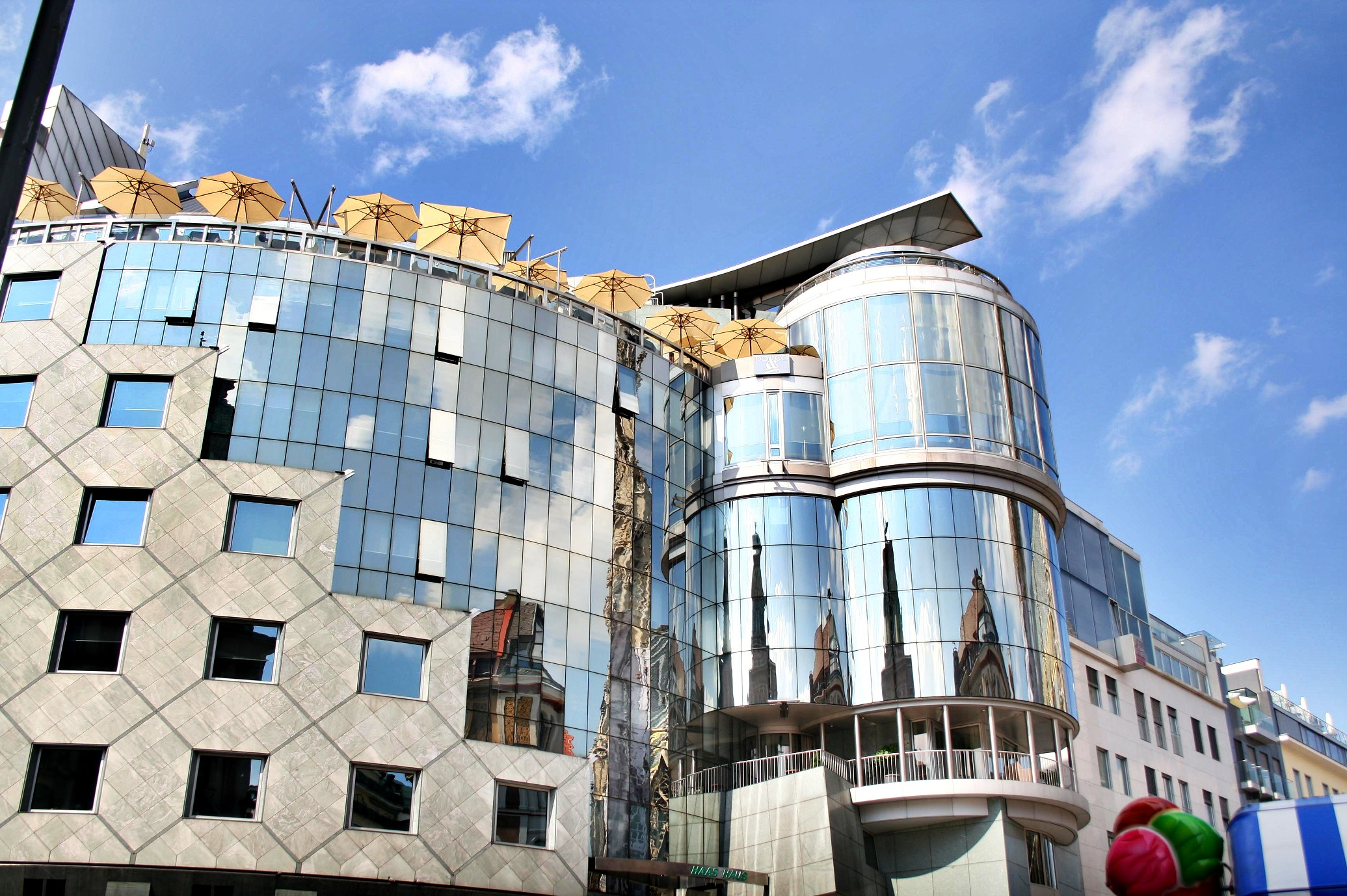
«Гаас-Гаус» (Відень, 1990)
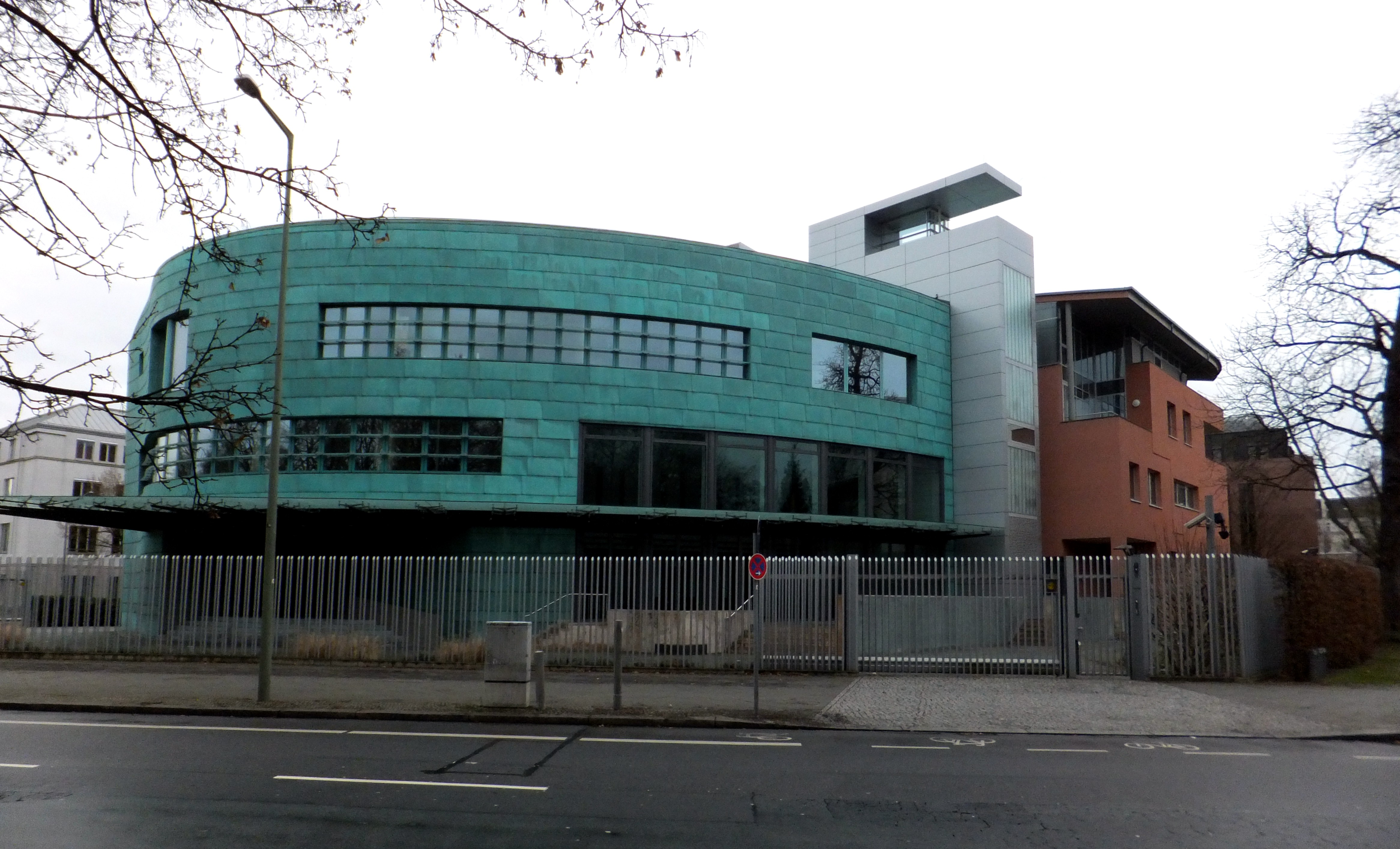
Австрійське посольство (Берлін, 1996—2001)
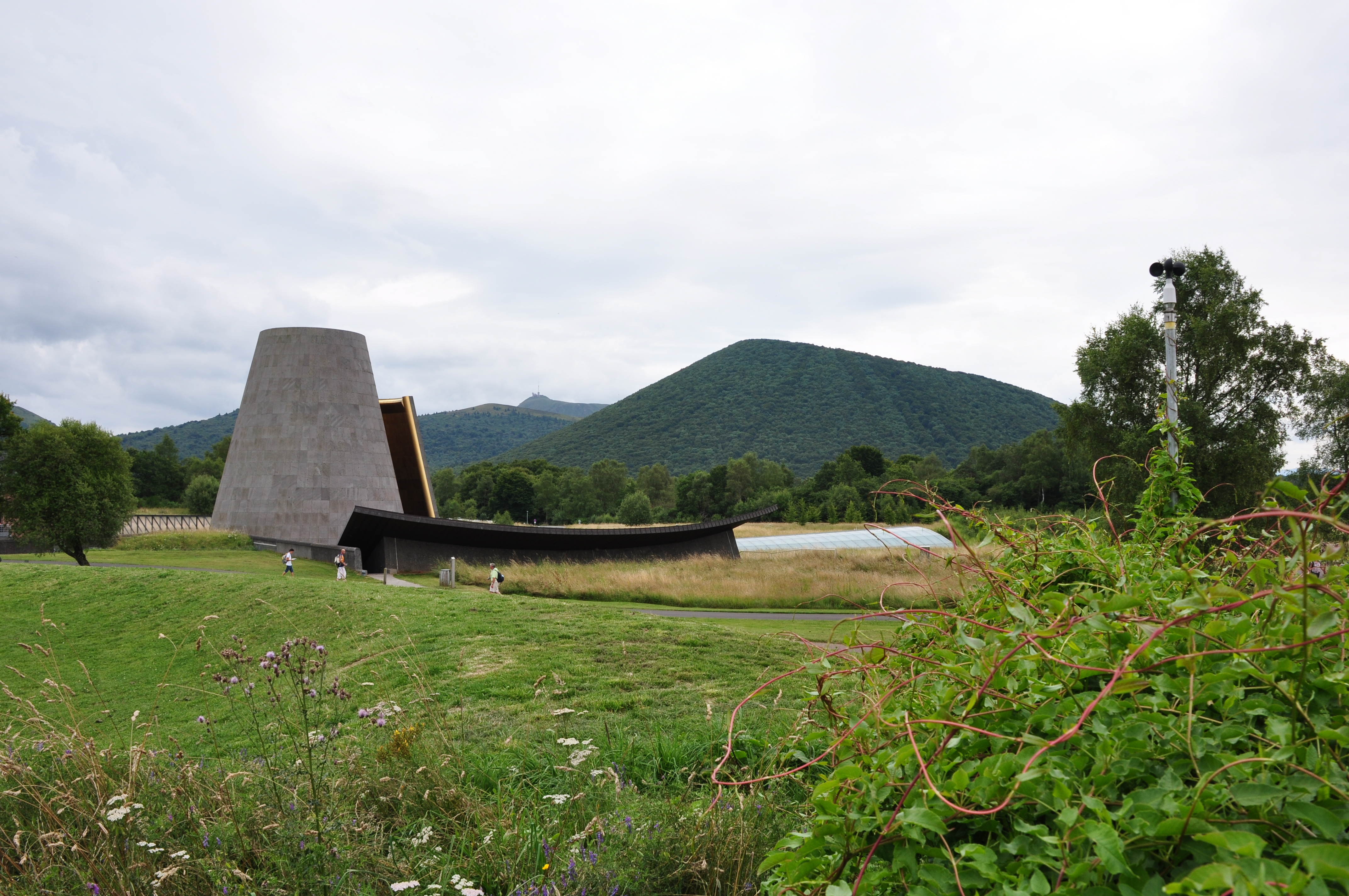
Парк «вулканів» (Сент-Урс, 1997—2002)
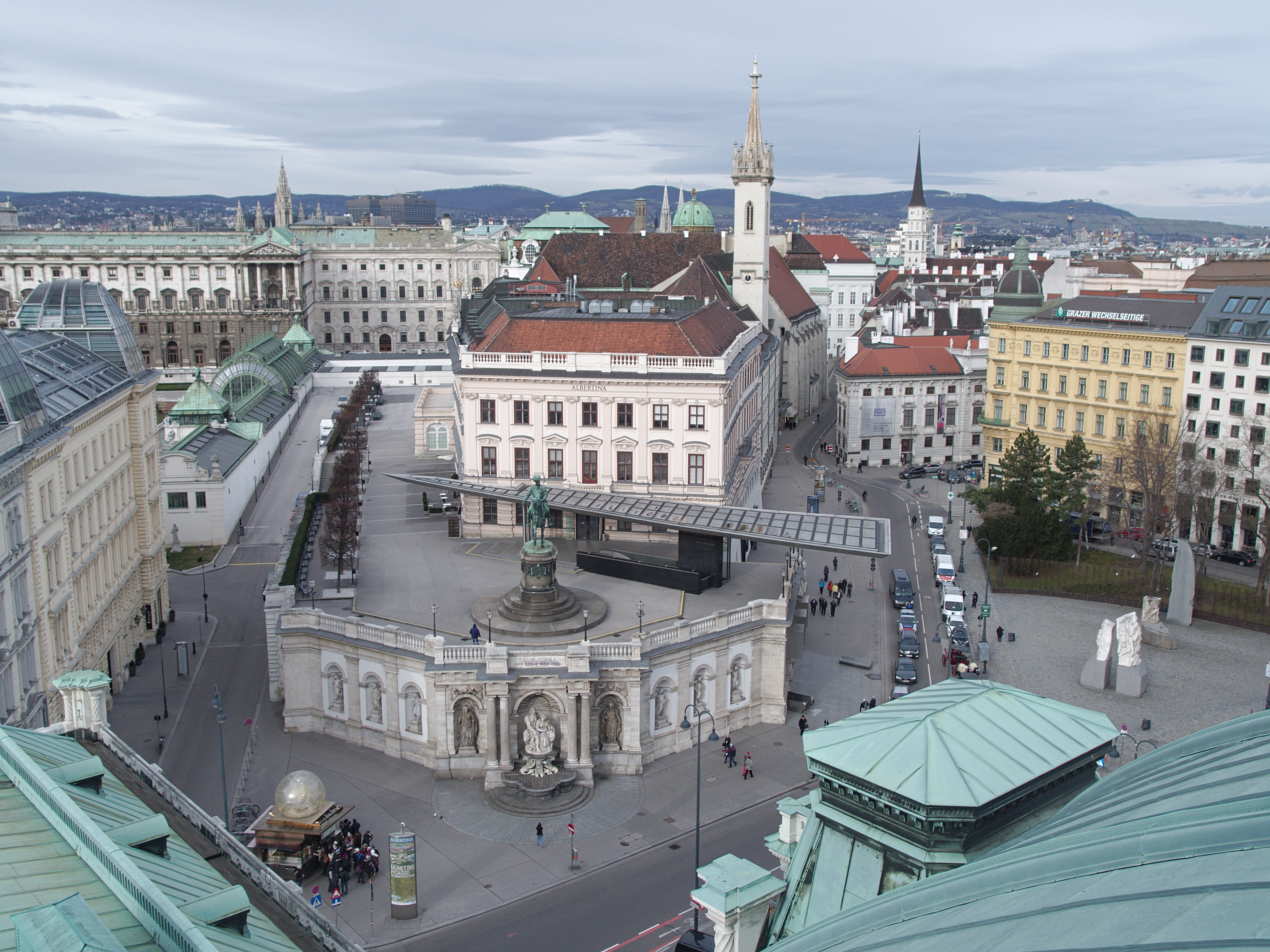
Титановий навіс «Крило Соравія» над входом в Палац ерцгерцога Альбрехта (Відень, 2003)
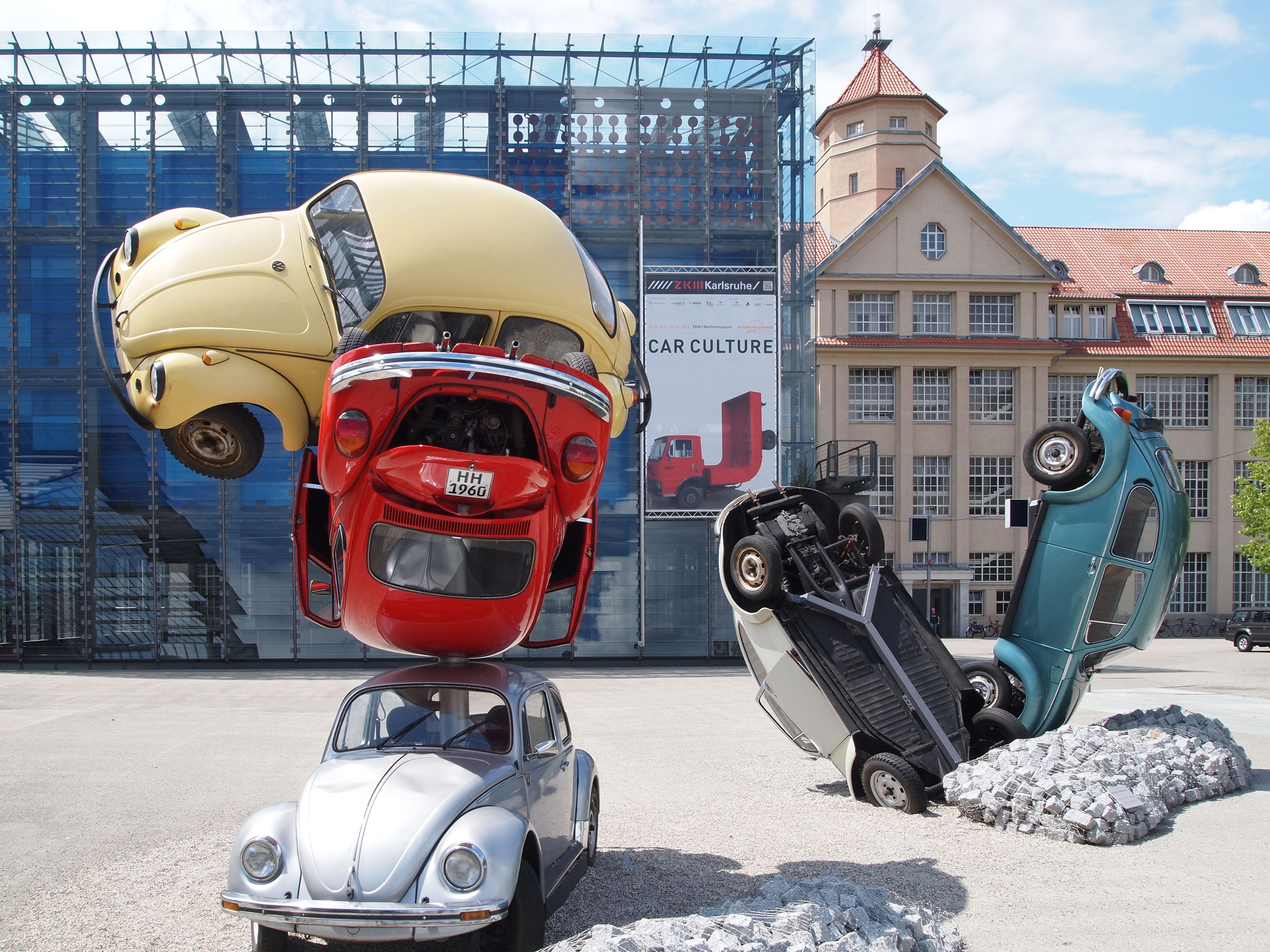
«Car Building» до виставки «CarCulture» в Центрі мистецтв і медіатехнологій (Карлсруе, Німеччина, 2011)